# Crete Facula
Crete Facula est une zone brillante sur Titan, satellite naturel de Saturne.

## Caractéristiques
Crete Facula est centrée sur 9,4° de latitude nord et 150,1° de longitude ouest, et mesure 680 km dans sa plus grande dimension.

## Observation
Crete Facula a été découverte par les images transmises par la sonde Cassini.
Elle a reçu le nom de la Crète, île de Méditerranée.